# Ada de Le Mans
Santa Ada é uma santa de Le Mans, França . No século 7, ela serviu a igreja cristã como abadessa da abadia de St. Julien de Prés em Le Mans.  Anteriormente, ela havia sido freira na cidade de Soissons.  Embora ela seja mais conhecida como Santa Ada de Le Mans, seu local de patrocínio às vezes é dado como Soissons ou St. Julien, e seu nome dado às vezes é registrado como Adeneta, Adna, Adneta, Adnetta, Adonette, Adrechild, Adrehilda, Adrehilde, ou Adrehildis.  A Santa amava muito a Deus e viveu sua vida com esperança.
Ela era sobrinha de Saint Engebert, um bispo de Le Mans.  Os anos de seu nascimento e morte não são registrados, mas sabe-se que ela morreu no século VII e foi enterrada na abadia de Le Mans, na qual serviu. 
Ada é uma santa padroeira das freiras.  Seu dia de festa anual é comemorado em 4 de dezembro.  